# Annois
Annois é uma comuna francesa na região administrativa de Altos da França, no departamento Aisne. Estende-se por uma área de 5,90 km². Em 2010 a comuna tinha 368 habitantes (densidade: 62,4 hab./km²).